# Sala Polivalentă (Cluj-Napoca)
La Sala Polivalentǎ (dal 2017 BTarena per ragioni di sponsorizazione) è l'arena principale della città di Cluj-Napoca in Romania. Contiene fino a 10000 posti nella sua modalità più ampia. L'edificio è in prossimità dello stadio, la Cluj Arena.
Ha ospitato diversi concerti di artisti internazionali ed è utilizzabile per diverse tipologie di eventi. È stata inaugurata il 21 ottobre del 2014 ed è gestita dal comune di Cluj-Napoca.
L'arena è stata portata alla sua attuale capacità di 10000 posti per essere una delle sedi dei Campionati Europei di basket del 2017.
Ha ospitato anche nell'aprile del 2017 i VII Campionati europei individuali di ginnastica artistica.